# Jour de la victoire sur le Japon
 (novembre 2018).
Si vous disposez d'ouvrages ou d'articles de référence ou si vous connaissez des sites web de qualité traitant du thème abordé ici, merci de compléter l'article en donnant les références utiles à sa vérifiabilité et en les liant à la section « Notes et références ».
Le jour de la victoire sur le Japon - en anglais Victory over Japan Day aussi connu comme Victory in the Pacific Day, V-J Day ou V-P Day - est le nom donné par les Anglophones au jour où le Japon capitula, et par la suite aux dates anniversaire de cet évènement. Ce terme a à la fois été donné au jour de l'annonce par le Japon de sa capitulation - l'après-midi du 15 août 1945 au Japon, et à cause du décalage horaire, au 14 août 1945 quand cela fut annoncé aux États-Unis - mais aussi le 2 septembre 1945 quand la capitulation fut signée, mettant fin officiellement à la Seconde Guerre mondiale.
Le 15 août est le jour officiel de la victoire pour le Royaume-Uni alors que les États-Unis le commémorent le 2 septembre, date à laquelle la cérémonie officielle de capitulation s'est tenue sur l'USS Missouri en baie de Tokyo.

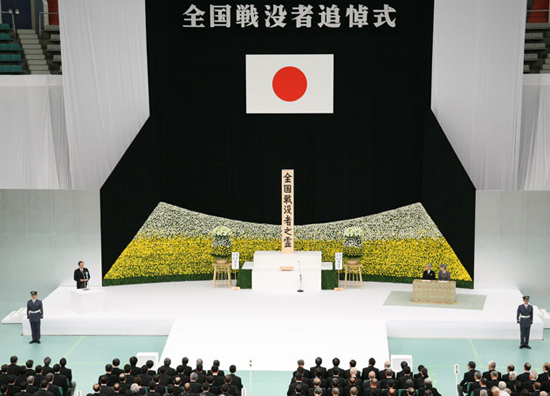
Cérémonie de commémoration de 2008.

Au Japon, le 15 août est connu comme Jour de mémoire pour la fin de la guerre (終戦記念日, Shūsen-kinenbi (en)). Le nom officiel de cette journée est cependant Jour pour le deuil des morts à la guerre et de prière pour la paix (戦歿者を追悼し平和を祈念する日, Senbotsusha wo tsuitōshi heiwa wo kinensuru hi). Ce nom officiel fut adopté en 1982 par une ordonnance du gouvernement japonais. Une cérémonie de commémoration dédiée à la mémoire des victimes de la guerre et de prière pour la paix est organisée tous les ans. Après le discours du Premier ministre, l'empereur et l'impératrice montent sur le podium pour une minute de silence, puis l'empereur prononce un message de condoléances.
Le 15 août est commémoré comme journée nationale de la libération de Corée et est jour férié.